# شهدخوار شکم‌سیاه
شهدخوار شکم‌سیاه (نام علمی: Cinnyris nectarinioides) نام یک گونه از سرده ریزشهدخوارها است.